# Игуманија Евгенија (Николић)
Евгенија (световно Милица Николић; Гражданик код Призрена, 3. октобар 1947) православна је монахиња и старешина Манастира Покајнице.

## Биографија
Игуманија Евгенија (Николић) рођена је 3. октобра 1947. године у Гражданику код Призрена, у земљорадничкој породици, од оца Ђорђа и мајке Вукане. Основну школу завршила је у родном месту. На крштењу је добила име Милица.
Ступила је у Манастир Свете Тројице на Овчару 6. марта 1967. године. Замонашена је 12. августа 1973. године у Светој Тројици од стране епископа рашко-призренскога господина Павла Стојчевића добивши монашко име Евгенија.
У Манастир Покајницу код Велике Плане, долази 20. јуна 1992. године. Након упокојења игуманије Иларије Сретеновић, одлуком епископа браничевскога Игњатија Мидића 1. септембра 2003. године постављена је за игуманију манастира.